# Quận Highlands, Florida
Quận Highlands là một quận thuộc tiểu bang Florida, Hoa Kỳ. Quận lỵ đóng ở Sebring.. 
Dân số theo điều tra năm 2000 của Cục điều tra dân số Hoa Kỳ là 98.786 người.

## Địa lý
Theo Cục điều tra dân số Hoa Kỳ, quận này có diện tích 2865 km2, trong đó có 231 km2 là diện tích mặt nước.